# Anabar (Nauru)
Anabar è un distretto di Nauru che dà il nome anche a una circoscrizione elettorale.
Secondo Paul Hambruch, il termine «Anabar» significa «duro come la pietra», probabilmente in riferimento alla ridotta superficie coltivabile.

## Il distretto
Anabar si trova nella parte nordorientale dell'isola. È bagnato dall'Oceano Pacifico e confina con i distretti di Anetan, Ewa, Baiti, Anibare e Ijuw.
La sua altitudine media è di 25 m s.l.m.; ha una superficie di 1,5 km² e una popolazione di circa 500 abitanti.
Nel distretto si trova una laguna d'acqua salata, la Laguna Anabar.

## La circoscrizione elettorale

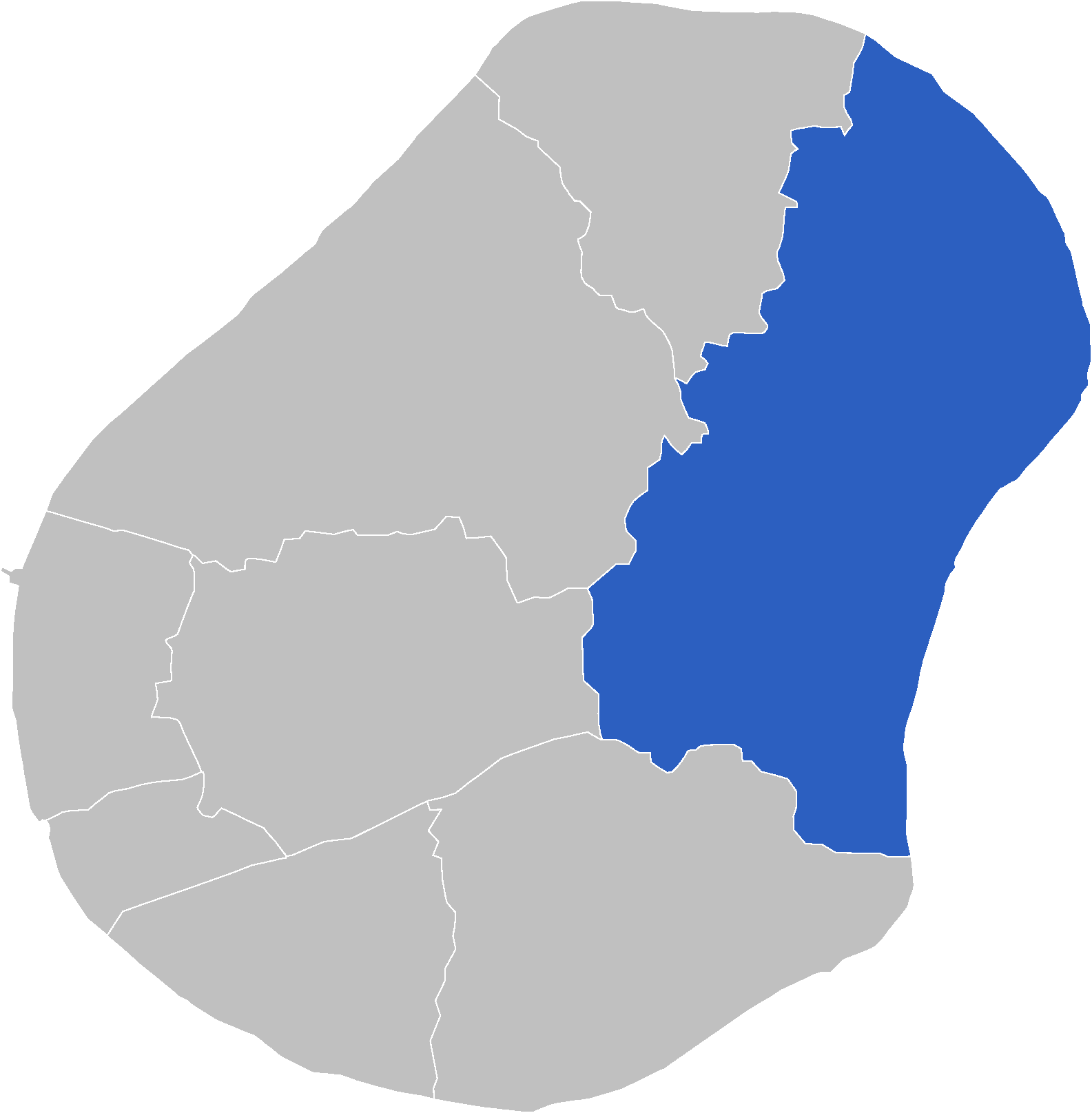
La circoscrizione d'Anabar

La circoscrizione elettorale d'Anabar comprende i distretti di Anabar, Anibare e Ijuw. Elegge 2 membri al Parlamento di Nauru.